# Longjiangzhen (ort i Kina, Shaanxi, lat 33,12, long 106,96)
Longjiangzhen är en ort i Kina. Den ligger i provinsen Shaanxi, i den nordvästra delen av landet, omkring 220 kilometer sydväst om provinshuvudstaden Xi'an. Antalet invånare är 21 616. Befolkningen består av 10 909 kvinnor och 10 707 män. Barn under 15 år utgör 14,0 %, vuxna 15-64 år 75 %, och äldre över 65 år 9,0 %.
Runt Longjiangzhen är det ganska tätbefolkat, med 166 invånare per kvadratkilometer. Närmaste större samhälle är Hanzhongshi, 7,9 km sydost om Longjiangzhen. Runt Longjiangzhen är det i huvudsak tätbebyggt.
Genomsnittlig årsnederbörd är 1 044 millimeter. Den regnigaste månaden är juli, med i genomsnitt 226 mm nederbörd, och den torraste är december, med 2 mm nederbörd.